# Anartodes septentrionis
Anartodes septentrionis là một loài bướm đêm trong họ Noctuidae.